# Мутеса I
Валугембе Мукаб'я Мутеса I — кабака (король) Буганди в 1856—1884 роках.

## Життєпис
Народився близько 1837\1838 р. Син кабаки Буганди Ссууни II. В роки правління Мутеси II Буганда досягла найбільшого розквіту, стала наймогутнішою державою Міжозер'я. Мутеса I поклав початок створенню адміністративного апарату і флоту бойових каное на озері Вікторія, регулярної армії, вів активну зовнішню політику, в тому числі й загарбницькі війни. Знав кілька мов, цікавився ісламом і християнством, не забороняв діяльності мусульманських і християнських місіонерів. Помер 19 жовтня 1884 р.